# مورغان لويس مارتن
مورغان لويس مارتن (بالإنجليزية: Morgan Lewis Martin) هو قاضي ومحامي وسياسي أمريكي، ولد في 31 مارس 1805 في مارتينسبورغ في الولايات المتحدة، وتوفي في 10 ديسمبر 1887 في غرين باي في الولايات المتحدة. حزبياً، نشط في الحزب الديمقراطي. وقد انتخب عضو جمعية ولاية ويسكونسن وانتخب عضو مجلس ولاية ويسكونسن.